# Hell Is for Heroes
Hell is for Heroes é uma banda de rock de estilo pós-hardcore formada em Camden, Londres, no ano de 2000.
Will McGonagle and Joe Birch eram membros da banda britânica Symposium, uma banda de pop-punk. Depois do fim desta última, os dois reuniram-se com antigos amigos de colégio, James Findlay & Tom O'Donoghue e mais tarde com Justin Shlosberg.
Justin Schlosberg - vocal
William McGonagle - guitarra
Tom O'Donoghue - guitarra
James Findlay - baixo
Joe Birch - bateria